# 4679 Сібіл
4679 Сібіл (4679 Sybil) — астероїд головного поясу. Відкритий Робертом Макнотом 9 жовтня 1990 року. Названий на честь Сібіл Макнот — матері відкривача.
Тіссеранів параметр щодо Юпітера — 3,167.